# Кльватка-Крулевська
Кльватка-Крулевська (пол. Klwatka Królewska) — село в Польщі, у гміні Гузд Радомського повіту Мазовецького воєводства.
Населення — 926 осіб (2011).
У 1975-1998 роках село належало до Радомського воєводства.

## Демографія
Демографічна структура станом на 31 березня 2011 року:
|          | Загалом | Допрацездатний вік | Працездатний вік | Постпрацездатний вік |
| -------- | ------- | ------------------ | ---------------- | -------------------- |
| Чоловіки | 471     | 111                | 325              | 35                   |
| Жінки    | 455     | 109                | 277              | 69                   |
| Разом    | 926     | 220                | 602              | 104                  |